# Premier Mine

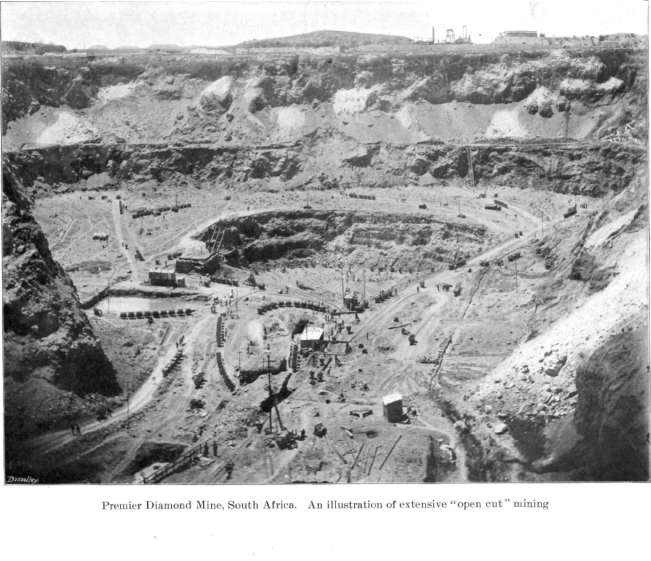
Premier Mine, Sudafrica

La miniera Premier Mine, di proprietà della compagnia diamantifera Petra Diamonds, si trova nella città di Cullinan, Provincia di Gauteng, Sudafrica, 40 km a est di Pretoria.

È celebre per il ritrovamento, nel 1905, del diamante Cullinan, e per essere l'unica miniera al mondo nella quale siano stati scoperti diamanti blu.

La miniera fu aperta nel 1902, e rinominata Cullinan Diamond Mine nel novembre 2003, per la celebrazione del suo centenario.

## Storia
La scoperta avvenne nel 1890 da parte di un prospettore minerario olandese chiamato Fabricius, che lavorava per un piccolo investitore di nome Henry Ward. Questo, per problemi finanziari, in seguito vendette la miniera, che dopo alcune transazioni fu comprata dalla compagnia De Beers.

Nel 2007 la proprietà passò da De Beers ad un consorzio guidato dalla compagnia Petra Diamonds, che completò l'acquisizione nel 2008.

## Rinvenimenti principali
Il diamante Cullinan è il più grande diamante grezzo di qualità gemmologica mai ritrovato, con un peso di 3106,75 carati (pari a 621,35 g). Fu rinvenuto il 25 gennaio 1905 e prese il nome da Sir Thomas Cullinan, allora proprietario della miniera.
Nel maggio 2008 un diamante da 101,27 carati (grande all'incirca come una pallina da ping pong) estratto dalla Premier Mine fu venduto all'asta da Christie's a Hong Kong per oltre 6,2 milioni di dollari.